# Banque centrale de Bolivie
La Banque centrale de Bolivie (en espagnol : Banco Central de Bolivia ; BCB) est la principale institution financière de l'État plurinational de Bolivie, basée à La Paz. Il s'agit de l'agence d'État responsable de la politique et de la gestion monétaires du pays.
Elle est fondée le 20 juillet 1928 sous le nom de Banque centrale de la Nation bolivienne (en espagnol : Banco Central de la Nación Boliviana), sous le gouvernement d'Hernando Siles Reyes, en remplacement de la Banque de la Nation bolivienne (en espagnol : Banco de la Nación Boliviana) qui existait depuis 1911. Le 20 avril 1929, la banque adopte son nom actuel et le 1er juillet 1929, elle débute officiellement ses activités.
La Banque centrale de Bolivie est habilitée à émettre et à administrer le boliviano, la monnaie nationale du pays ; à assurer sa stabilité ; à gérer la politique de crédit du pays ; à fournir un soutien monétaire et financier au gouvernement ; à gérer les réserves d'or et de devises étrangères ; à agir en tant que prêteur en dernier ressort pour les banques opérant sur le territoire bolivien ; et à représenter la Bolivie dans les institutions internationales telles que le Fonds monétaire international, la Banque mondiale et la Banque du Sud.

## Histoire

### Banque de la Nation bolivienne
La première prédécesseure de la Banque centrale de Bolivie est la Banque de la Nation bolivienne (en espagnol : Banco de la Nación Boliviana), créée par une loi du 7 janvier 1911. Elle avait le pouvoir d'émettre des billets de banque avec des caractéristiques de gravure et de couleur différentes de celles utilisées par d'autres banques d'émission en Bolivie, parmi lesquelles la Banque nationale bolivienne (en espagnol : Banco Nacional de Bolivia), fondée en 1872. Le 1er janvier 1914, par l'intermédiaire du gouvernement d'Ismael Montes, une loi est promulguée accordant à la Banque nationale bolivienne le droit exclusif d'émettre de la monnaie. Cependant, elle n'avait pas atteint les fonctions d'une banque centrale,.

### Mission Kemmerer
L'évolution de l'économie bolivienne a posé de nombreux défis à la Banque de la Nation bolivienne. C'est pourquoi le gouvernement d'Hernando Siles Reyes charge un groupe d'experts étrangers, dirigé par l'économiste américain Edwin Walter Kemmerer, d'étudier et de formuler un ensemble de lois qui donneraient forme à une nouvelle institution. Avant d'arriver en Bolivie, la mission Kemmerer avait réorganisé plusieurs banques centrales dans d'autres pays. Fort de cette expérience, le gouvernement bolivien commande la réorganisation de la banque centrale dans le cadre d'un ensemble de dispositions économiques et financières, dont, par exemple, la Loi générale sur les banques, la Loi monétaire et la Loi sur la réorganisation de la Banque de la Nation bolivienne, qu'il transforme en Banque centrale de la Nation bolivienne en 1928.
La Mission Kemmerer concentre son attention sur la création d'une banque centrale indépendante et d'une surintendance des banques autonomes. La modernisation des règles et réglementations financières répond à la nécessité d'attirer de nouveaux crédits extérieurs de manière substantielle et d'accroître les niveaux d'investissements étrangers pour le développement de l'appareil productif. Sur la base des recommandations de la mission, la Banque centrale de Bolivie concentre le privilège exclusif d'émettre la monnaie nationale, la gestion du taux d'escompte, les opérations d'open market et le contrôle de la politique de crédit,.

### Création de la Banque centrale de Bolivie
Le 20 juillet 1928, le gouvernement du président Hernando Siles Reyes promulgue la loi n° 632, qui détermine la création de la Banque centrale de la Nation bolivienne. Toutefois, le processus de restructuration de la nouvelle banque centrale prend plusieurs mois afin d'être mis en œuvre. Par un amendement à la loi bancaire, le 20 avril 1929, la banque est rebaptisée Banque centrale de Bolivie et le 1er juillet 1929, elle commence officiellement ses activités.

## Fonctions
Les fonctions de la Banque centrale de Bolivie, en coordination avec la politique économique déterminée par le pouvoir exécutif, en plus de celles indiquées par la loi, sont les suivantes :
- Déterminer et exécuter la politique monétaire ;
- Pour exécuter le contrôle des changes ;
- Réglementer le système de paiement ;
- Autoriser l'émission de monnaie ;
- Pour gérer les réserves internationales.

### Politique monétaire
La Banque centrale de Bolivie contrôle et réglemente la quantité d'argent qui circule dans l'économie bolivienne. Elle réglemente également le volume du crédit intérieur conformément à son programme monétaire. À cette fin, elle est habilitée à émettre et à acquérir des titres, qu'il s'agisse d'obligations ou de billets à ordre. De même, elle effectue d'autres opérations de marché libre. Elle a également le pouvoir d'établir des exigences en matière de réserves légales qui doivent être respectées par les intermédiaires financiers. Les réserves obligatoires sont un pourcentage du total des dépôts que les institutions du système financier doivent détenir auprès de la banque centrale en tant que réserves obligatoires,.

### Contrôle des changes
La Banque centrale de Bolivie exécute la politique de change qui régule la conversion de la monnaie bolivienne par rapport aux monnaies des autres pays. Cette politique vise à atténuer les pressions inflationnistes provenant de sources extérieures et à préserver la stabilité du système financier. La BCB est habilitée à réglementer les opérations financières avec l'étranger effectuées par des personnes ou des entités publiques et privées. En outre, la banque centrale tient le registre de la dette extérieure publique et privée,.

### Systèmes de paiement
La Banque centrale de Bolivie a le pouvoir de réglementer le système de paiement, afin de promouvoir la sécurité des transactions et de garantir leur efficacité. Le système de paiement est un ensemble d'instruments, de procédures et de règles pour le transfert de fonds entre personnes physiques et/ou morales, qui s'effectue en utilisant des espèces, des chèques, des titres, des cartes de paiement et des transactions électroniques,.

### Émission de la monnaie nationale
La Banque centrale de Bolivie est responsable de l'émission du Boliviano, la monnaie nationale, sous forme de billets et de pièces. Actuellement[Quand ?], elle remplit cette fonction en sous-traitant l'impression de billets et la frappe de pièces, y compris celles émises à des fins commémoratives ou numismatiques. Les billets doivent porter la signature du président et du directeur général de la BCB ainsi que le numéro de série,.

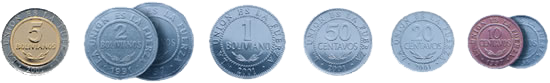
Les pièces de monnaie boliviennes, en boliviano, la monnaie nationale.

### Administration des réserves internationales
La Banque centrale de Bolivie a le pouvoir d'administrer les réserves internationales, qui sont considérées comme insaisissables et ne peuvent faire l'objet de mesures de précaution, administratives ou judiciaires. Les réserves internationales sont principalement constituées par, :
- L'or physique ;
- Monnaies déposées à la Banque centrale de Bolivie ou dans des institutions financières à l'extérieur du pays sur ordre d'une entité émettrice ;
- Lettres de change et billets à ordre en faveur de la Banque centrale de Bolivie ;
- Titres publics et autres instruments négociables émis par des gouvernements étrangers, des entités et organisations internationales ou de grandes institutions financières à l'étranger ;
- Contributions propres aux organisations financières internationales telles que le Fonds monétaire international et la Banque du Sud.